# 瓜拉尼亚苏
瓜拉尼亚苏是巴西巴拉那州的一个市镇。总面积1225.607平方公里，总人口14583人，人口密度12人/平方公里。